# Triteleia insignis
Triteleia insignis är en stekelart som först beskrevs av Alan Parkhurst Dodd 1933.  Triteleia insignis ingår i släktet Triteleia och familjen Scelionidae. Inga underarter finns listade i Catalogue of Life.